# Mühlhausen (powiat Erlangen-Höchstadt)
Mühlhausen – gmina targowa w Niemczech, w kraju związkowym Bawaria, w rejencji Środkowa Frankonia, w regionie Industrieregion Mittelfranken, w powiecie Erlangen-Höchstadt, wchodzi w skład wspólnoty administracyjnej Höchstadt an der Aisch. Leży około 26 km na północny zachód od Erlangen, nad rzeką Reiche Ebrach, przy autostradzie A3 i linii kolejowej Bamberg – Schlüsselfeld.

## Dzielnice
W skład gminy wchodzą następujące dzielnice: 
- Decheldorf
- Lempenmühle
- Mühlhausen
- Schirnsdorf
- Simmersdorf

## Polityka
Rada gminy składa się z 13 członków:
|      | CSU | SPD | Niezrzeszeni | Bürgervereinigung/ABM | Razem     |
| 2002 | 5   | 3   | 1            | 4                     | 13 miejsc |